# Jubiläum (Theaterstück)
Jubiläum ist ein Theaterstück von George Tabori. Das Stück war eine Auftragsarbeit für das Schauspielhaus Bochum und wurde dort unter der Regie des Autors am 30. Januar 1983 uraufgeführt. Das Stück wurde von Tabori im Hinblick auf den 50. Jahrestag der Machtergreifung Hitlers 1933 geschrieben.

## Handlung
Das Stück spielt auf einem Friedhof am Rhein. Hier treffen sich die Geister von Arnold, seiner Frau Lotte, ihrer körperbehinderten Nichte Mitzi und des homosexuellen Pärchens Otto und Helmut im Jahr 1983 und erinnern sich, denn es jährt sich so manches Jubiläum. Dabei handelt es sich neben historischen Ereignissen auch um zahlreiche persönliche. Arnold ist ein jüdischer Musiker mit Mitgefühl für seine Mitmenschen und nicht endenden Träumen, dessen Vater ein berühmter Sänger in Bayreuth gewesen ist und von den Nationalsozialisten ermordet wurde. Lotte, Arnolds zynische Frau, konnte dem Leben nur kurz andauernde Reize abgewinnen und starb schließlich einen bizarren Tod in einer Telefonzelle, deren Tür sich nicht mehr öffnen ließ, während Wasser in sie drang. Die geistig wache Mitzi mit der spastischen Parese tötet sich selbst, nachdem der von ihr angehimmelte Jürgen, der Helmuts Neffe und außerdem ein Nationalsozialist ist, sie in einem Brief fragt, warum man vergessen habe, sie zu vergasen. Die nachfolgende Betroffenheit Jürgens, der in erster Linie als Grabschänder in Erscheinung tritt, deutet darauf hin, dass er neben all seinen widerwärtigen Eigenschaften auch eine menschliche Ader besitzt. Otto ist ein homosexueller Friseur, dessen Freund Helmut sich aus Solidarität zu den Juden beschneiden ließ. Daraufhin wird Helmut in eine Klinik für geistig Kranke eingewiesen, in der er mithilfe von Elektroschocks und Medikamenten von seinen „Absonderlichkeiten“ geheilt werden soll. Er gibt in Anwesenheit seiner Ärzte vor, nun Frauen zu lieben, und erhängt sich anschließend in seinem Krankenzimmer. Daraufhin begeht auch Otto Selbstmord, indem er sich in seiner Badewanne ertränkt.
Über ihren Gräbern sorgt der Totengräber Wumpf für Ordnung.
Das Stück endet mit einer versöhnlich stimmenden Szene, in welcher Arnolds Vater zu seinem Sohn zurückkehrt.

## Personen und Besetzung der Uraufführung
- Arnold, ein Musiker – Stanley Walden
- Lotte, seine Frau – Eleonore Zetzsche
- Mitzi, ihre Nichte, Spastikerin – Ursula Höpfner
- Otto, ein Friseur – Franz Boehm
- Helmut, seine Frau – Wolfgang Feige
- Jürgen, Helmuts Neffe – Klaus Fischer
- Wumpf, ein Totengräber – Robert Giggenbach

## Weitere Aufführungen
- Theatergruppe Spielbrett Dresden (1992 / Regie: Ulrich Schwarz)[1]
- Kammerspiele des dt (2000 / Regie: Thomas Langhoff)[2]
- rohestheater Aachen (2001/2002)[3]
- Teatro Klótikas. Kanaren (2002/2003 / Regie: Antonio S. Navarro)
- Alternativa Teatral. Argentinien (2002)[4]
- Berliner Ensemble (Premiere: 21. 6. 2005 / Regie: George Tabori)[5]
- Compagnia AmArti. Elmas (2009 / Regie: Alessandro Valentini)
- Ostrava (Tschechien, 2011 / Regie: André Ochodlo)
- Theater for the New City. New York (2013 / Regie: Manfred Bormann)[6]
- Hörspielfassung der Uraufführung im Radio WDR3 (2014)[7]
- Theater for the New City. New York (2017 / Regie: Manfred Bormann)[6]
- Kulturwerkstatt KAOS, ein Projekt der KINDERVEREINIGUNG Leipzig e.V. (2019)[8]
- Laientheatergruppe der Gedenkstätte Hadamas (Premiere: 29.11.2019 / Regie: Regina Gabriel)[9]
- Kresch – Theater Krefeld (2020)[10]
- Theatergruppe Spielbrett Dresden (Premiere 28.1.2023 / Regie: Ulrich Schwarz)[1]

## Auszeichnungen
- 1983 – Mülheimer Dramatikerpreis